# King Kong 360 3D

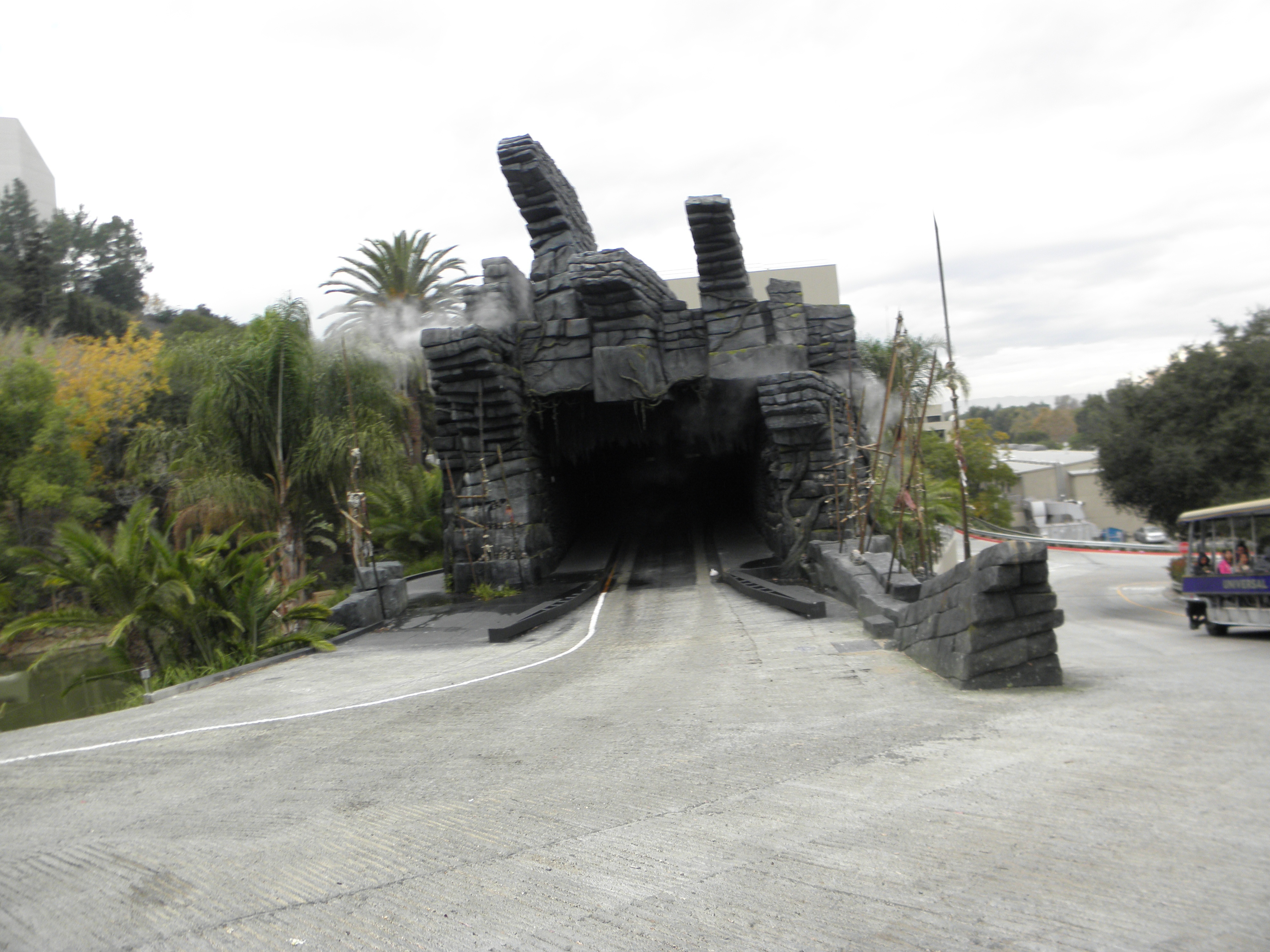
Vjezd do atrakce

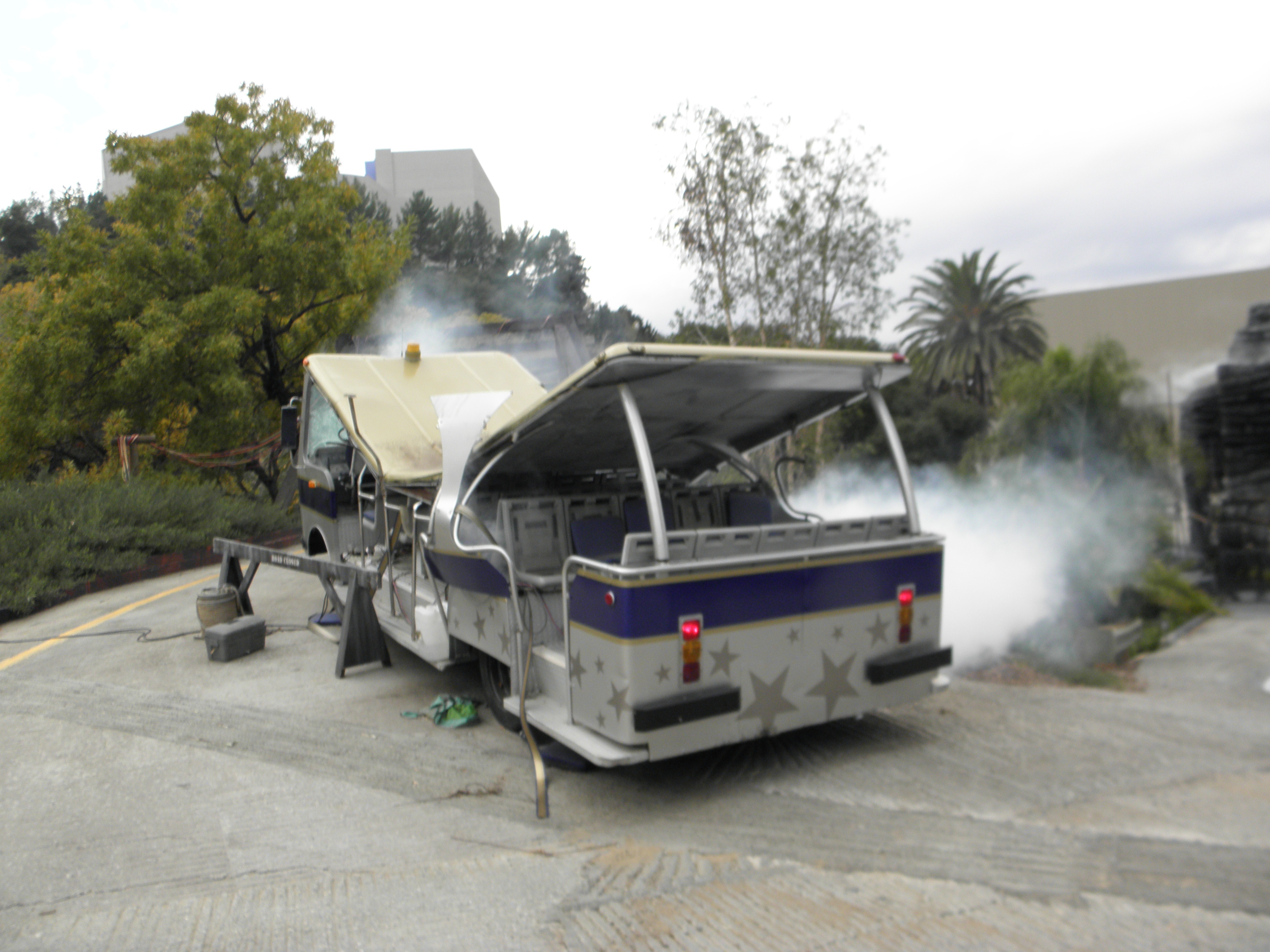
Zničený vůz před vjezdem

King Kong 360 3D je unikátní atrakce s největší 3D projekcí na světě o rozměrech 57x12 metrů.[zdroj?] Je součástí prohlídkové trasy Studio Tour v areálu parku Universal Studios Hollywood.

## Průběh atrakce
Nejdřív se vjíždí do deštného pralesa a napravo i nalevo jsou dinosauři a pak jeden dinosaurus běží na levé straně. Poté žere dinosaurus na levé straně mládě a na pravé straně King Kong hází dinosaurem o vlak a dopadá přes vlak na pravou stranu. Pak King Kong přeskakuje z pravé strany na levou a rozdává si to se zbylými dinasoury a pak dinosaurus na levé straně tahá úplně stejný vlak, jakým se jede, který je obsazen virtuálními lidmi, a shodí je do propasti a dinosaurus, který je tahal, padá také. Pak King Kong na pravé straně hlasitě zařve, skočí do propasti na levé straně a pak chytne celý vlak a tím promítání končí.
Celá projekce trvá asi tři minuty.